# 샌디 파크

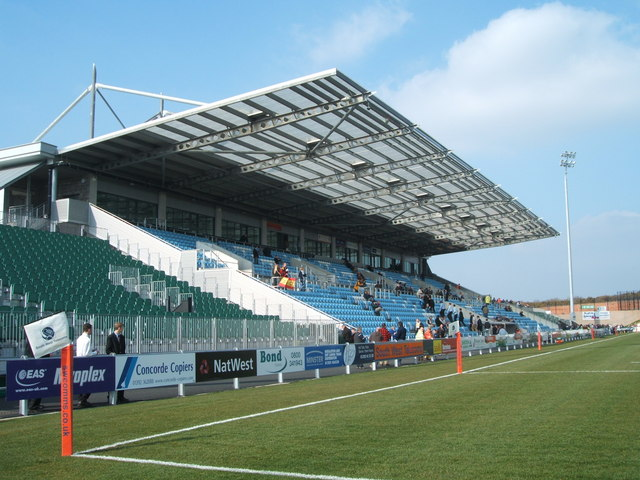

샌디 파크(Sandy Park)는 잉글랜드 데번주 엑세터의 럭비 경기장이다. 수용인원은 10,744명으로 20,000명으로 증축 계획이 있다. 2006년부터 아비바 프리미어십의 엑세터 치프스에서 홈구장으로 사용하고 있다.